# خوان البوربوني
إنفانتي خوان من إسبانيا، كونت برشلونة (بالإسبانية: Juan de Borbón)‏ (20 يونيو 1913 - 1 أبريل 1993) هو الابن الثالث لـ ألفونسو الثالث عشر ملك إسبانيا وفيكتوريا أوجيني من باتنبرغ، وهو والد خوان كارلوس الأول, أصبح الوريث بعد تنازل أخوته الأكبر ألفونسو وخايمي.

## معرض صور

## روابط خارجية
- خوان دي بوربون على موقع مونزينجر (الألمانية)